# ハンガリー水

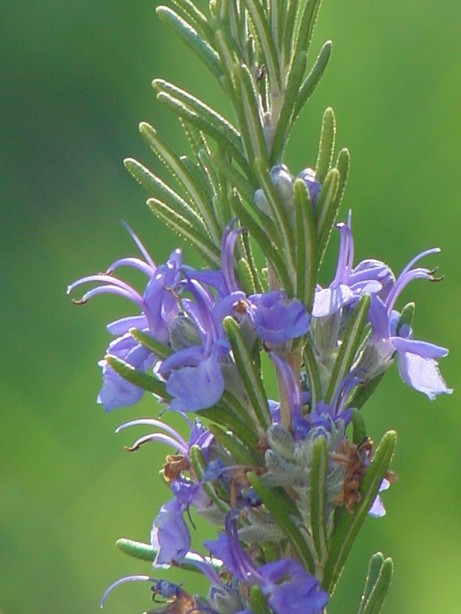
ローズマリー

ハンガリー水（ハンガリーすい、仏: Eau de Hongrie オードゥオングリ、英: Hungary Water ハンガリーウォーター）、ハンガリー王妃の水（ハンガリーおうひのみず、仏: eau de la reine de hongrie、英: the Queen of Hungary's Water）は、ローズマリーをアルコールと共に蒸留した蒸留酒、薬酒である。日本には英語圏を介してその名が広まったと思われ、ハンガリーウォーターと呼ばれることが多い。ローズマリーの有効成分や強い芳香成分が含まれており、当初は薬酒として作られた。12世紀の修道女ヒルデガルト・フォン・ビンゲンが発明したと伝えられるラベンダー水（ただし、ヒルデガルトは彼女の著書で、ラベンダー水に言及していない）と同様に、ヨーロッパにおけるアルコールベースの香水の起源のひとつといわれている。（それ以前は、香りはワインのベースまたは油性の混合物に混ぜ込まなけらばならなかった。）中世後期には香水として使用されており、ヴィクトリア朝まで使われていた。
「ハンガリー」と冠するが、誕生した具体的な場所・年代は不明であり、製作者も定かではない。「ハンガリー王妃の水」とも呼ばれるが、誕生にハンガリー王妃が関わっている、またはハンガリーが起源である歴史的な根拠はなく、ハンガリー王妃に関するエピソードは創作であり、商品の箔付けのために考え出されたともいわれる。物語では、その製法は、修道士もしくは宮廷に仕える錬金術師が王妃のために考案した、または、閉ざされた庭園に、隠者あるいは若者に姿を変えた天使が現われて教えたとされる。
蒸留法で作られるハンガリー水は、ローズマリーを何度も蒸留する必要があるため、技術的に難しく高価であり、一般に売られている価格ほど安く作ることはできない。そのほとんどは、ローズマリーをアルコールに漬けたチンキか、アルコールや水に、ハンガリー水やローズマリーの精油を少量混ぜただけのものである。

## 製造法・使用法

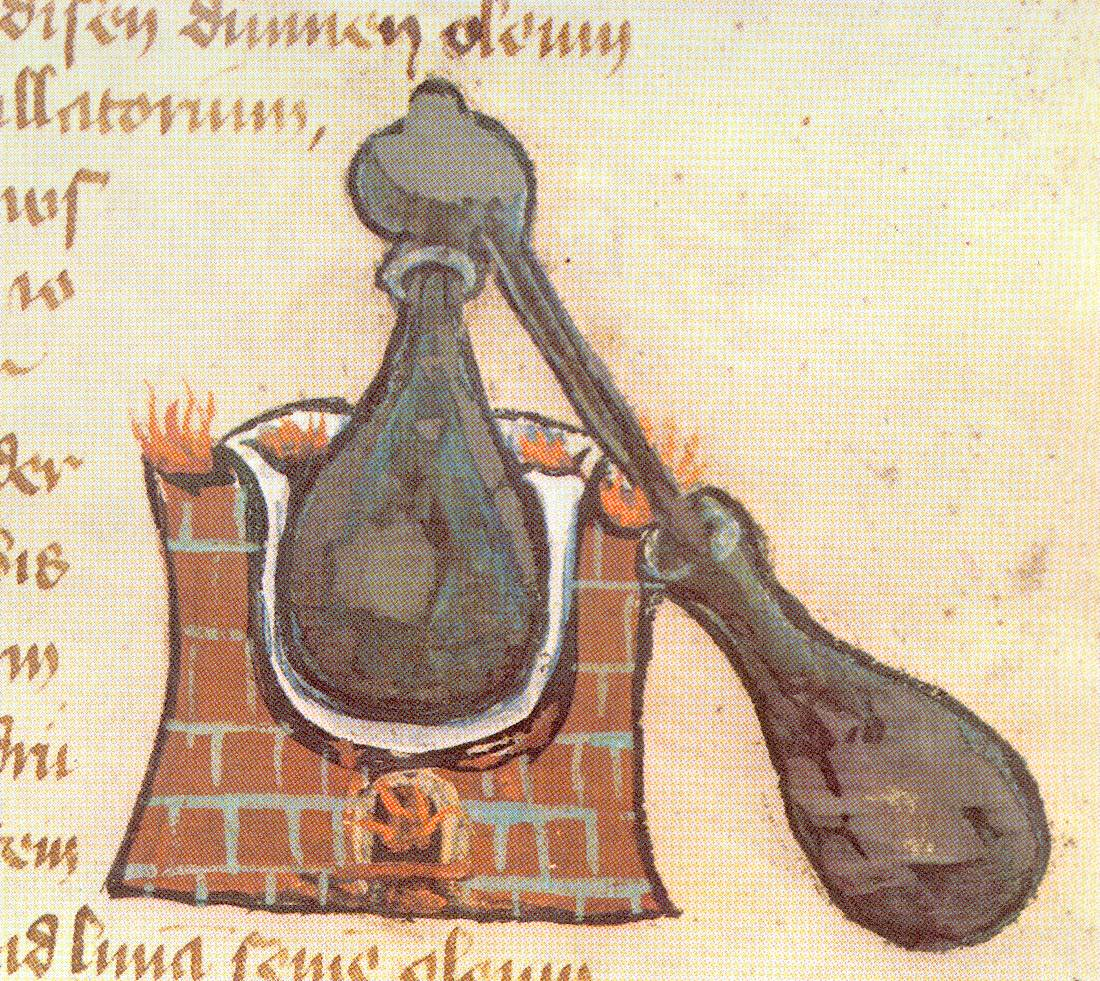
9世紀の錬金術師ジャービル・イブン＝ハイヤーンが発明したとされる蒸留器「アランビック」

ヨハン・ゲオルグ・ホイヤー（Johann Georg Hoyer）は、王妃エルジェーベト自身による金文字で書かれた製造法が、ウィーンの王室図書館に保存されていると語っている。これは広く知られているが、誤りであることがわかっている。
現存する最古の製造法・使用法は、1659年にフランクフルトで発売されたジャン・プレヴォ（Jean Prevot）の小冊子にあり、蒸留法を使用している。
「四回蒸留した生命の水（アルコールのこと）を三、ローズマリーの枝先と花を二とせよ。これらを密閉容器に入れ、五〇時間、微温に保ち、その後、蒸留せよ。毎週一回、朝、この一ドラム（分量）を食物か飲物に入れ、服用すること。さらに、毎朝、あなたの顔と傷んだ脚をそれで洗うこと。」
古いレシピでは、ローズマリーの枝葉と花（もしかしたらタイムも）、強い蒸留酒が使われていた。後世には、ラベンダー、ミント、セージ、マジョラム、コスタス（木香）、オレンジの花（ネロリ）、レモンなどが加えられた。現代の香水研究家Nancy M. Boothは、現代的な香水としてのハンガリー水の材料に、レモンピールかオレンジピール、オレンジ花水（芳香蒸留水）、グリセリン、ウォッカ、レモン・ベルガモット・ローズマリーの精油、細かくしたペパーミントの葉をあげている。
王妃エリザベートに関する言い伝えでは、手足のしびれを治すための外用薬として使用されている。

## 起源

### 蒸留酒

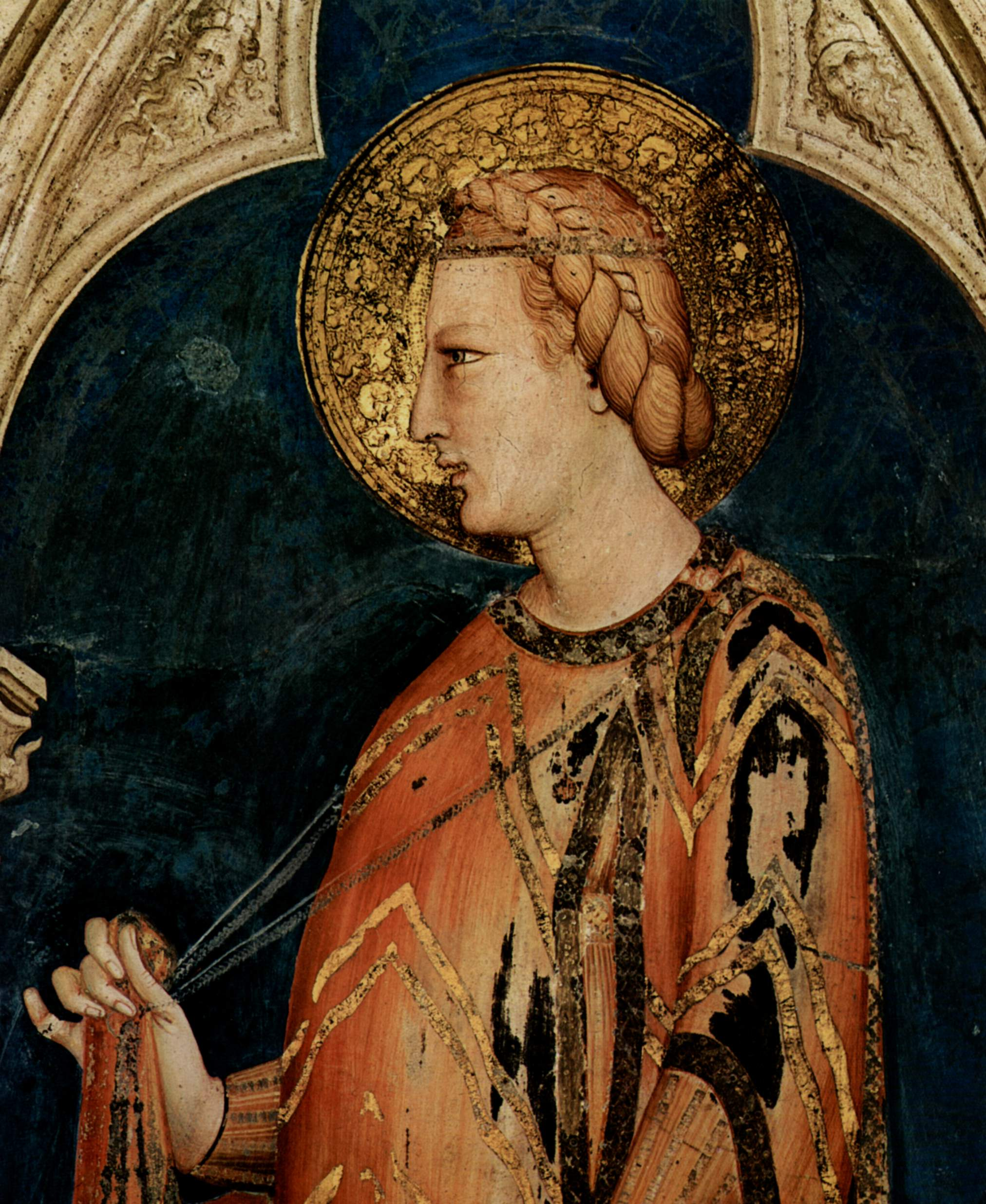
ハンガリー王妃エルジェーベト

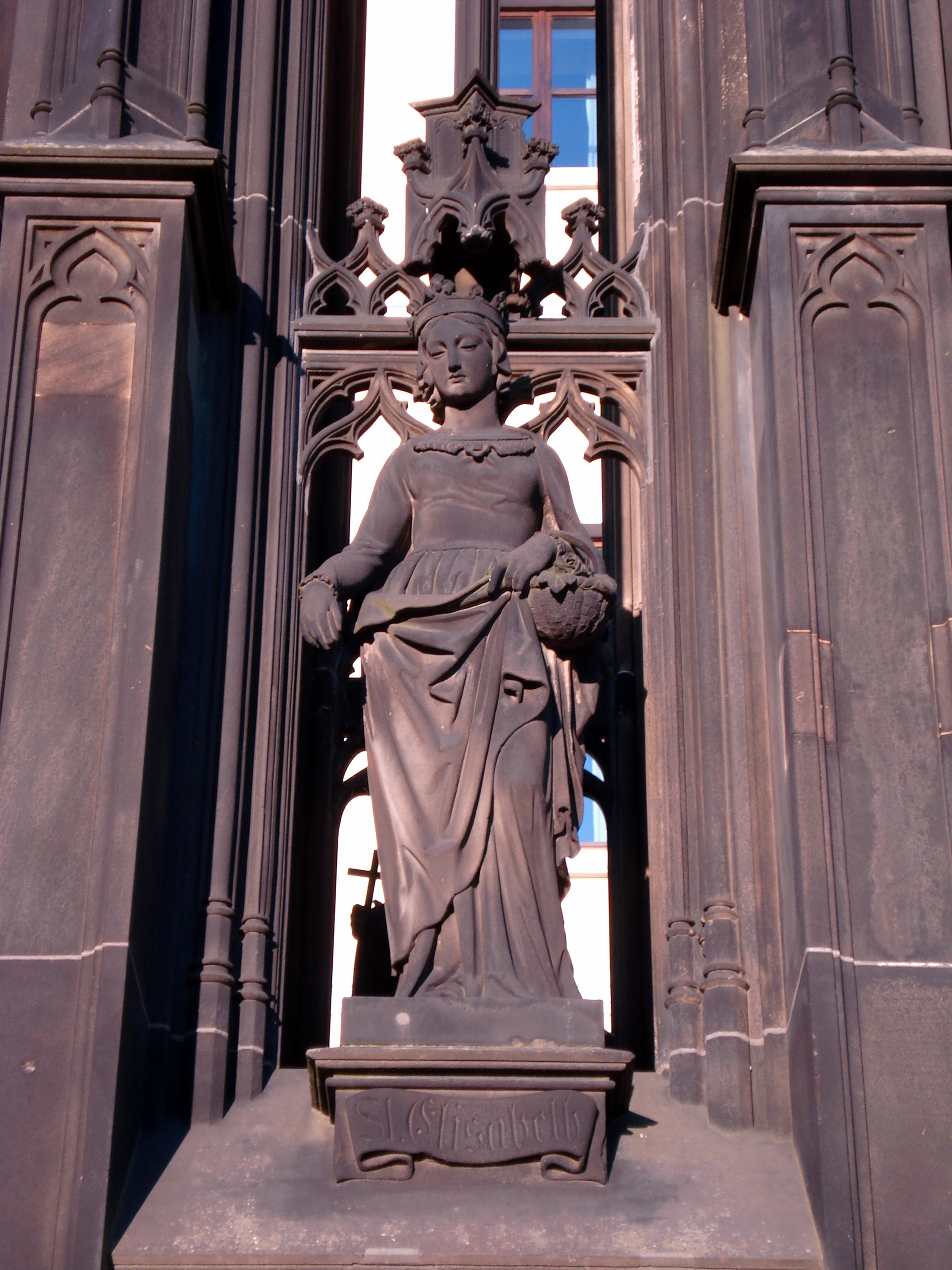
聖エルジェーベト（マティアス・グリューネヴァルト作）

ハンガリー水の誕生には、蒸留酒の存在が不可欠である。8世紀の錬金術師マルクス・グロエクスは、白ワインを蒸留した記録を残している。これが行われた場所は不明であり、錬金術の実験であって飲むためのものではなかった。11世紀頃に錬金術師たちによって、蒸留酒の製造技術が確立されたとみられる。
蒸留酒（スピリット）は、アラビア語のアル・イクシル(al-iksir、霊薬)に由来するエリクシル（羅: elixir）、または生命の水（アクアヴィテ / 羅: Aquavitae）と呼ばれ、薬として利用された。

### リキュール
13〜14世紀スペインの錬金術師・科学者で、モンペリエ大学医学部の教授だったアルナルドゥス・デ・ビラ・ノバ（Arnaldus de Villa Nova, c. 1235 - 1313, アルノー・ド・ヴィルヌーブとも）が、ロー・クレレット（L'eau clairette）という薬用リキュールを作成した。これは、具体的に植物成分を記した最初のリキュールの記録であり、ヴィラ・ノヴァはリキュールの祖ともいわれる。ロー・クレレットの材料は「ワインを蒸留したスピリッツ、バラ、レモン、オレンジ・フラワー、スパイスなど」であった。
また、イタリアでは1332年に、リキュールが薬用として輸出された記録が残っており、1346年に始まるヨーロッパでのペスト大流行の際には、貴重な薬品として扱われた。15世紀にはいると、イタリアで様々なリキュールがつくられるようになり、1480年には、医学の町として知られるイタリアの都市サレルノで、多くのリキュールが薬酒として生産された。
当時の西洋文化の中心は、アラビアやその周辺である地中海地域であったが、王妃エルジェーベトが生きていた14世紀に、遠く離れたハンガリーに、香りのよい薬草と酒精（スピリット）を混ぜて蒸留する技術が伝わっていたかどうかは不明である。ドイツ技術学の創始者ヨハン・ベックマン（1739 - 1811）は、伝わっていたとする説は、「どちらかといえば奇妙な感を受ける。」という。

### ハンガリー水
ハンガリー水の誕生は、ハンガリー王女で列聖された聖エルジェーベト（1207年 - 1231年）、もしくはポーランド王女でハンガリー王カーロイ1世の王妃エルジェーベト（1305年 - 1380年）が関わっているともいわれる。17世紀のジャン・プレヴォ（Jean Prevot）の小冊子にハンガリー水の最初の記述がみられ、そのレシピは蒸留法を使ったものである。この冊子からは、プレヴォが王妃エルジェーベトと聖エルジェーベトを混同していることがわかる。
王妃エルジェーベトに由来するという説が有名で、「ハンガリー王妃の水」とも呼ばれ、次のようなフィクションが知られる。
70歳を超えた高齢の王妃は、手足のしびれ（リューマチであったとされる）に苦しんでいた。それを治すために、修道士、錬金術師、もしくは廷臣が、ハンガリー水を献上した。これを外用した王妃はみるみる回復し、若返ったことから、ポーランド王に求婚され、ハンガリーとポーランドは一つの国になった。
当時のポーランド王は、王妃エルジェーベトの息子のハンガリー王ラヨシュ1世が兼任しているため、この物語は作り話であり、当時のハンガリー・ポーランド同君連合に由来すると思われる。求婚者をポーランド王子とする話もみられるが、ラヨシュ1世の子供（エルジェーベトの孫に当たる）は王女のみである。また、20代のリトアニア大公だという人もあるが、それに当てはまるリトアニア大公ヨガイラ（1351年 - 1434年, のちのポーランド王ヴワディスワフ2世）は、エルジェーベトの孫娘ポーランド王ヤドヴィカの婿である。ベックマンによると、求婚者に当たる歴史上の人物を探したが、徒労であったという。「ハンガリー王妃の水」という名称に関しては、ベックマンは「ローズマリー水を売ろうとして調合した人々が商品に箔と信用をつけるために、考え出したというのが、一番的を射た見方だと思っている。」と述べている。
17世紀の植物学者たちは、ローズマリーについて語る際、ハンガリー水に触れることなく、その特性や薬効を語っており、その時代にまだ一般的でなかったとも思われる。だが、16世紀のイタリアの医師ザパタ（Zapata）は、完全なものではないが、ロー・クレレットを作った13〜14世紀の錬金術師・医師アルナルドゥス・デ・ビラ・ノバが製造法を知っていた、と語っている。

## 薬効
中世ヨーロッパでは、治療薬、香水として各地で愛好され、その人気は18世紀にオーデコロンが登場するまで続いた。
ジャン・プレヴォ（Jean Prevot）の小冊子では、次のように薬効が説明されている。
「それは体力を回復させ、精神を高揚させ、膝や神経を直し、視力を元に戻し、衰えないようにし、命を長らえさせるのである。」
ニコラス・カルペパーがラテン語から英訳し、1649年に出版された「ロンドン薬局方」（Physical Directory, or a Translation of the London Directory）には、次のように記載されている。
「ハンガリー水（アルコールによる抽出液を含有）は寒さや湿度による頭の病、脳卒中、てんかん、めまい、だるさ、手足の障害、神経症、リウマチ、イライラ、ひきつけ、痴呆、昏睡、眠気、聴覚障害、耳鳴り、視力低下、血栓、感情の乱れによる頭痛に有効である。また歯痛を軽減させ、腹痛、肋膜炎、食欲不振、消化不良、肝臓病、脾臓病、腸の病気、子宮の収縮に有効である。また発熱にも効能があり高齢者であっても身体の機能を回復させる働きがある（といわれている）。こんなにもたくさんの効能のある治療薬は類を見ない。内服する際にはワインやウォッカに入れるか、こめかみや胸部に塗り鼻から吸い込むとよい。」